# دیامانتینو
دیامانتینو (به پرتغالی: Diamantino) یک منطقهٔ مسکونی در برزیل است که در ماتو گروسو واقع شده‌است. دیامانتینو ۲۲٬۱۷۸ نفر جمعیت دارد و ۵۶۰ متر بالاتر از سطح دریا واقع شده‌است.